# Stephen Henderson
Stephen McKinley Henderson (Kansas City (Missouri), 31 augustus 1949) is een Amerikaans acteur.

## Biografie
Henderson heeft gestudeerd aan de Juilliard School in New York, hierna heeft hij gestudeerd aan de North Carolina School of the Arts in Winston-Salem en Rose Bruford College in Londen. 
Henderson begon in 1979 met acteren in de film A Pleasure Doing Business. Hierna speelde hij rollen in films en televisieseries zoals Keane (2004), Law & Order (1995-2010), Tower Heist (2011) en The Newsroom (2012).
Henderson is ook actief in het theater, hij maakte in 2001 zijn debuut op Broadway in het toneelstuk King Hedley II, hierna speelde hij nog meerdere rollen op Broadway.
Henderson geeft momenteel lessen in theater en dans aan de Universiteit van Buffalo in Buffalo (New York).

## Filmografie

### Films
Uitgezonderd korte films.
- 2024: Civil War - als Sammy
- 2023: Beau Is Afraid - als therapeut
- 2022: Causeway - als dr. Lucas
- 2021: Dune - als Thufir Hawat
- 2020: Bruised - als Pops
- 2019: The True Adventures of Wolfboy - als Nicholas
- 2019: Native Son - als mr. Green
- 2017: Lady Bird - als father Leviatch
- 2016: Fences – als Jim Bono
- 2016: Two for One - als Robert
- 2016: The American Side - als Stickney
- 2016: Manchester by the Sea – als Mr. Emery
- 2014: The Romans – als Birdman
- 2014: Da Sweet Blood of Jesus – als diaken Yancy
- 2012: Lincoln – als William Slade
- 2012: Red Hook Summer – als diaken Yancy
- 2011: Extremely Loud & Incredibly Close – als Walt de slotenmaker
- 2011: Tower Heist – als Lester
- 2009: The Good Heart – als psychiater
- 2008: If You Could Say It in Words – als honkbalfan
- 2004: Keane – als werknemer in garage
- 2004: Everyday People – als Arthur
- 1985: Marie – als man van Cooper
- 1979: A Pleasure Doing Business – als bankmedewerker

### Televisieseries
Uitgezonderd eenmalige gastrollen.
- 2019-2021: Wu-Tang: An American Saga - als oom Hollis - 3 afl.
- 2020: Devs - als Stewart - 8 afl.
- 2012: The Newsroom – als Solomon Hancock – 3 afl.
- 1995-2010: Law & Order – als rechter Marc Kramer – 7 afl.
- 2008: Brotherhood – rol onbekend – 2 afl.
- 2008: New Amsterdam – als Omar – 8 afl.
- 2005-2006: Law & Order: Special Victims Unit – als rechter Bernard – 2 afl.
- 2006: Conviction – als rechter – 2 afl.

## TheaterwerkBroadway
- 2022-2023: Between Riverside and Crazy - als Pops
- 2017: A Doll's House, Part 2 -  als Torvald (understudy)
- 2014: A Raisin in the Sun - als Bobo
- 2010: Fences - als Jim Bono
- 2004-2005: Dracula, the Musical - als Abraham Van Helsing
- 2004: Drowning Crow - als Sammy Bow
- 2003: Ma Rainey's Black Bottom - als Slow Drag
- 2001: King Hedley II - als Stool Pigeon

- Biblioteca Nacional de España: XX5404703
- Bibliothèque nationale de France: cb171511047 (data)
- Catàleg d'autoritats de noms i títols de Catalunya: 981058608226806706
- International Standard Name Identifier: 0000 0000 5183 9675
- Library of Congress Control Number: nr2006032855
- Nationale Bibliotheek van Tsjechië: xx0281776
- Système universitaire de documentation: 204071720
- Virtual International Authority File: 63971479
- WorldCat: E39PBJbCRHtWkJ9vtYPTfKJ4bd